# André Bellon
Pour les articles homonymes, voir Bellon.
André Bellon, né le 31 août 1943 à Marseille (Bouches-du-Rhône), ingénieur de formation, est un économiste et une personnalité politique. Il est auteur de plusieurs livres.

## Biographie

### Jeunesse et études
André Bellon est élève au lycée Périer puis au lycée Thiers. Il y prépare le concours de l'École polytechnique, et y est reçu. Polytechnicien (X 1963), puis ingénieur civil des Ponts et Chaussées, il obtient un DES d'économie et devient administrateur de l'Insee. 

### Parcours politique
Il est élu député des Alpes-de-Haute-Provence aux élections législatives de 1981, 1986 et 1988, sous l’étiquette du Parti socialiste. En 1992, il est élu Président de la Commission des Affaires étrangères de l'Assemblée nationale.
Il rompt avec le PS et se présente en 1993 sous l’étiquette Gauche républicaine, mais est battu malgré un résultat électoral supérieur à celui du Parti socialiste.
Retiré de la politique, critique sur les dérives du PS et de la vie politique française, il est un collaborateur régulier du Monde diplomatique.
Courant 2006, il devient l'un des fondateurs du groupe de réflexion « République ! ».
En 2007, il fonde l'association pour une Constituante dont il est président. Celle-ci appelle le peuple français à modifier les institutions et à se réapproprier la vie politique autour de l'élection d'une assemblée constituante et de l'élaboration de cahiers de doléances.

## Détail des fonctions et des mandats
Mandats parlementaires
- 2 juillet 1981 - 1er avril 1986 : député de la 2e circonscription des Alpes-de-Haute-Provence
- 2 avril 1986 - 14 mai 1988 : député des Alpes-de-Haute-Provence
- 13 juin 1988 - 1er avril 1993 : député de la 2e circonscription des Alpes-de-Haute-Provence

## Œuvres
- avec Anne-Cécile Robert : Un Totalitarisme tranquille : La démocratie confisquée . Syllepse, 2001.
- Pourquoi je ne suis pas altermondialiste : Éloge de l'antimondialisation, éditions Mille et une nuits, 2004
- avec Anne-Cécile Robert et Claude Nicolet : Le Peuple inattendu. Syllepse, 2003.
- avec Henri Peña-Ruiz, Jérémy Mercier et Inès Fauconnier : Mémento du républicain. Mille et une nuits, 2006
- Une nouvelle vassalité. Contribution à l’histoire politique des années 1980. Mille et une nuits, 2007
- Ceci n'est pas une dictature, Mille et une nuits, 2011
- Frère Jacques, dormez-vous ?, Amalthée, 2024